# Керн Анна Петрівна

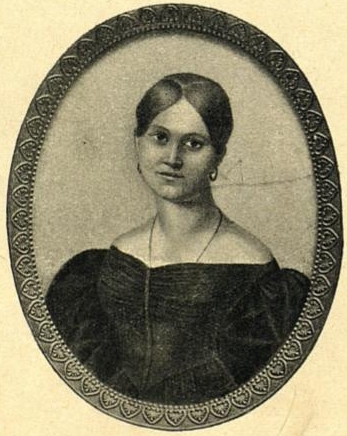
Анна Керн

Анна Петрівна Керн (11 (22) лютого 1800, Орел — 16 (27) травня 1879, Москва; до шлюбу Полторацька, у другому шлюбі Маркова-Виноградська) — російська дворянка, передусім відома роллю в житті Пушкіна. Авторка мемуарів. Онучка українського співака М. Ф. Полторацького.

## «Геній чистої краси»
У газеті «Варшавский дневник» від 25 липня 1880 р., що виходила в Петербурзі, було поміщене повідомлення, яке повторили згодом більшість столичних газет: "Кілька місяців тому (насправді, як з'ясується пізніше, минув один рік і кілька місяців) у Москві, на Тверській, у мебльованих кімнатах, що при будинку Гуськова, померла в глибокій старості Анна Петрівна Маркова-Виноградська, за першим чоловіком — Керн, та сама, котрій Пушкін присвятив відомий вірш «Я помню чудное мгновенье…». «Старенька, — передавав у ті дні „Русский курьер“, — померла у великих злиднях, але, як розповідали ті, що мали нагоду з нею поспілкуватися, зберегла до самої смерті у своїй пам'яті найдрібніші подробиці свого знайомства з поетом».
Пушкін оспівав у своїй творчості багатьох жінок, але на поетичний шедевр надихнула його тільки Анна Керн. Забуття до цієї, безумовно, непересічної пані, прийшло невдовзі по смерті Пушкіна й було пов'язано з її остаточною відмовою від світського життя. А либонь madam Kern приймали у світських салонах й інтелектуальних колах Петербурга аж ніяк не тільки завдяки пушкінській поетичній канонізації.
Анна Керн залишила спогади. Більша їхня частина — це рукописи, присвячені Пушкіну, і вони обіймають одне з чільних місць у низці біографічних матеріалів про поета. Але є серед рукописів Керн і її «Воспоминания о детстве и юности в Малороссии», що залишилися без належної уваги традиційного пушкінознавства. Їх написано 1870 р. в містечку Сосниця на Чернігівщині, коли Анні Керн було 70 років.
«Я народилася під зеленим штофним балдахіном із білими й зеленими страусовими пір'їнами 11 лютого 1800 р. в Орлі в будинку мого діда (по лінії матері) Івана Петровича Вульфа, орловського губернатора. Бабуся — дочка Ф. А. Муравйова (брата сенатора М. А. Муравйова). Мати Катерина Іванівна Вульф вийшла заміж за Петра Марковича Полторацького… Обстановка була така розкішна й багата, що в матері моєї знайшлося під подушкою 70 голландських червінців». Тут ідеться про традицію, що існувала з середини XVIII століття в родовитих і заможних сім'ях, — при народженні дитини класти під подушку породіллі жменю високопробних золотих монет.
Батько Анни Петро Маркович — належав до стародавнього українського козацького роду. Його батько, Марко Федорович Полторацький, уродженець сотенного містечка Сосниці, навчався в Києво-Могилянській академії, коли його чудовий баритон почув Олексій Розумовський, під патронатом котрого формувався тоді Придворний співочий хор у Петербурзі. Марка Полторацького забирають на береги Неви, звідки невдовзі направляють в Італію для вдосконалення вокальної майстерності. Там він здобуває репутацію яскравого оперного співака, і після повернення до Петербурга його призначають спершу диригентом, а через 10 років — управляючим Придворної співочої капели. За багаторічну службу в капелі він одержав чин дійсного статського радника, що надавав право на спадкове дворянство.
Анна Керн народилася в родині молодшого сина Марка Полторацького — Петра, підпоручника у відставці і Лубенського очільника дворянства. «Немовлям я переїхала в Лубни, де батько одержав маєток у 700 душ», — веде далі Керн. — Батьківський маєток у Лубнах розмістився «на надзвичайно мальовничому місці, на схилі гори, що спускалася терасами до річки Сули, серед берестових, липових і дубових гаїв…»
Петро Маркович Полторацький у молодості декілька років перебував на дипломатичній службі в Швеції і був досить начитаним. На думку Анни Петрівни, її батько «був вищим від усіх на голову і його всі поважали. Він своїм розумом і освіченістю зачаровував простодушних лубенців і здобув їхню любов». У лубенське коло спілкування Полторацьких входили Новицькі, Кулябки, Кочубеї та інші нащадки стародавніх родів козацької старшини.
У рідному домі у Лубнах Анна Петрівна прожила до одруження, «навчала брата й сестер, мріяла в гаях і за книжками, танцювала на балах, вислуховувала похвали сторонніх і докори рідних, брала участь у домашніх спектаклях… і загалом вела життя досить вульгарне, як і більшість провінційних панянок». В часи юної Анни слово «вульгарний», очевидно, не мало настільки негативного тлумачення, як у наш час. Проте «попри постійні обіди й бали, — продовжує вона, — у яких я брала участь, мені вдавалося задовольняти свою пристрасть до читання, що розвинулася в мене з п'яти років. З ляльками ніколи не гралася й була дуже щаслива брати участь у домашніх роботах». Як тут не пригадати хрестоматійну героїню Пушкіна…
Батько був досить суворий із домашніми, навіть заперечувати, а тим паче суперечити йому вважалося неможливим. Тож не дивно, що рішення про шлюб Анни Полторацької було прийняте винятково волею батька. У Лубнах у ті роки стояв кінно-єгерський полк, і багато офіцерів, включаючи їхнього командира, залицялися до юної красуні. Але Петро Полторацький не вважав їх гідними своєї доньки. Та ось у Лубнах з'явився 52-річний генерал-майор Єрмолай Федорович Керн, заслужений ветеран, учасник війни з Наполеоном, командир дивізії, до якої належав лубенський полк. Полторацькі почали заохочувати його залицяння й нетерпляче чекали генеральської пропозиції. Юну обраницю краяли протилежні почуття, про що яскраво свідчать рядки в спогадах Анни: «Від люб'язностей генеральських мене нудило, я ледве змушувала себе говорити з ним і бути ввічливою… Знаючи бажання батьків, я передбачала, що долю мою вирішено батьками й не бачила можливості змінити їхнє рішення». Генерал освідчився юній полтавчанці в коханні невдовзі після їхнього знайомства і було це, судячи з її записів, по-воєнному чітким і безпосереднім: «Чи не гидкий я вам? — запитав він мене і, почувши у відповідь: „Ні!“, — пішов до батьків і став моїм нареченим».
Повінчалися Анна Полторацька й генерал Єрмолай Федорович Керн 8 січня 1817 р. у Лубенському соборі. Через багато років, вже на схилі своїх днів, вона напише про події того часу: «Усі захоплювалися, багато хто заздрив… А я тут принагідно зауважу, що бивак і поле битви не такі місця, на яких формуються мирні сімейні чесноти і що бойове життя не розвиває тих почуттів і думок, які необхідні для сімейного щастя. Я знаю це з досвіду».
Анна Керн уперше приїхала до Петербурга разом із чоловіком і батьком 1819 р., де була представлена своїй тітці Єлизаветі Марківні Оленіній, дружині Олександра Миколайовича Оленіна, відомого державного діяча, президента Академії мистецтв. Про добрі й теплі стосунки між Анною Керн і сімейством Оленіних свідчить той факт, що віршовану епітафію для надгробка О. Оленіна в Олександро-Невській лаврі 1843 року написала саме Анна Петрівна.
Аристократичний салон у будинку Оленіних у Петербурзі на набережній Фонтанки, № 101 збирав представників столичного бомонду. Там бували К. й А. Брюллови, О. Кіпренський, М. Глінка, М. Гнєдич, В. Жуковський, М. Карамзін, І. Крилов, О. Пушкін. Там вона вперше й зустрілася з поетом. Згадуючи той вечір, Анна Петрівна відзначила, що вона просто не помітила Пушкіна, втім, тоді ще зовсім маловідомого.
За вечерею місце Пушкіна виявилося поруч із Керн, і він усіляко прагнув привернути її увагу світськими балачками й компліментами. Після вечері, коли всі почали роз'їжджатися, Пушкін довго стояв на ґанку, проводжаючи її очима. Краса Керн справила на поета неабияке враження.
Їхня наступна зустріч сталася лише через шість років у липні 1825 р. у Тригорському — маєтку тітоньки Анни — А. Осипової. За минулі роки Анна Керн стала матір'ю двох дочок: Катерини й Анни. Проживши певний час у Дерпті, у Ризі та Пскові в зв'язку зі службою чоловіка, Анна Керн повернулася на Полтавщину до батьків. Саме в Лубнах вона «запоєм» прочитала твори Пушкіна останніх років, які доставляв їй сусіда за маєтком Аркадій Гаврилович Родзянко, «милий поет, розумний і люб'язний». Будучи членом літературного товариства «Зелена лампа» в Петербурзі, Родзянко був у дружніх стосунках із Пушкіним і приймав його в себе в Хорольському маєтку на Полтавщині. Можна припустити, що його захоплені відгуки про Пушкіна тільки посилили бажання Керн побачитися з поетом. Жіноча цікавість і, можливо, спогад про їхню першу зустріч у Петербурзі сприяли тому, що вони побачилися знову. Тож навряд чи можна стверджувати, що її приїзд у Тригорське випадково збігся з перебуванням Пушкіна в сусідньому Михайлівському.
І ось — незабутня вечірня спільна прогулянка в Михайлівському. Поет згадував їхню першу зустріч в Оленіних: «У вас був такий цнотливий вигляд, чи не так, на вас було вдягнуто щось на кшталт хрестика…». Наступного дня Керн мала їхати зі своєю кузиною Г. Вульф до Риги. Пушкін прийшов раннього ранку, і на прощання передав їй примірник другої глави «Онєгіна». Між нерозрізаних сторінок вона побачила складений учетверо поштовий аркуш паперу з віршами: «Я помню чудное мгновенье…». Коли Керн збиралася сховати поетичний подарунок у шкатулку, Пушкін пильно подивився на неї, потім рвучко вихопив аркуш із віршами і не хотів повертати. «Ледве випросила їх знову. Що в нього промайнуло в голові, не знаю…», — запише через багато років Анна Петрівна. Невдовзі після цієї зустрічі Керн передала присвячений їй вірш барону А. Дельвігу, котрий опублікував його в петербурзькому літературному альманасі «Северные цветы» 1827 р. без зазначення адресата.
З приводу перебування Керн у Тригорському Пушкін у листі до свого близького друга, письменника й журналіста П. Плетньова писав: «…недавно відвідало наш край одне диво, яке небесно співає „Венеціанську ніч“ на голос гондольєрського речитативу…». Через кілька днів після від'їзду Керн поет пише Анні Вульф, із котрою Керн виїхала до Риги, — не без упевненості, що ці рядки буде показано її кузині: «Щоночі гуляю я садом і повторюю собі: вона була тут — камінь, об який вона перечепилася, лежить у мене на столі, поруч гілки зів'ялого геліотропа я пишу багато віршів — усе це, коли хочете, дуже схоже на кохання…»
Після липневої зустрічі між Пушкіним і Керн почалося листування. Воно тривало близько півроку, але не мало того піднесеного змісту, яким було сповнено вірші, а було по суті банальним поштовим фліртом, на що Олександр Сергійович був великий майстер. Написані французькою мовою листи починалися витончено-ніжними звертаннями до Анни Петрівни, а завершувалися іронічно-глузливими запитаннями з приводу здоров'я та занять її чоловіка Єрмолая Федоровича. «…Надзвичайно достойний пан цей Керн, — шановний, розумний, один у нього лише недолік — те, що він ваш чоловік». «Якщо ваш чоловік вам дуже набрид, кидайте його… і приїжджайте до Михайлівського. А коли Керн помре — ви будете вільні як повітря..!».
Навесні 1826 р. між подружжям Кернів стався розрив, що призвів до розлучення, не виключено, що і під впливом стосунків із поетом. Для Анни Керн, котра стала, завдяки Пушкіну, поетичним символом жіночої краси й чистоти, настав прозаїчний період життя.
У листі до А. Вульфа, кузена Анни Керн і свого приятеля, Пушкін запитує його про неї: «…і що робить вавилонська блудниця Анна Петрівна?.. Я писав їй: ви влаштували дітей, — це чудово. Але чи влаштуєте ви чоловіка? А либонь він набагато сором'язливіший». Залишимо без коментарів настільки зневажливі висловлювання поета про «генія чистої краси»: колишні залицяльники рідко бувають неупередженими. Втім, і Анна Петрівна досить реалістично ставилася як до захоплень поета, так і до його неприязні: «Я думаю, — напише вона через багато років про Пушкіна, — він нікого по-справжньому не любив, крім сестри своєї та старенької нянечки».
Того ж року на Анну Петрівну обрушилося нещастя — смерть чотирирічної доньки Анни. На її похорон у Петербург приїхали з Лубен старі Полторацькі. Сама Анна Петрівна не брала участі в цій скорботній церемонії, оскільки була вагітна донькою Ольгою, яка, на лихо, також помре дитиною восьми років, 1834-го.
У перші роки після розлучення Анна Керн знайшла співчуття й певну підтримку серед оточення Пушкіна. У ті роки вона зблизилася з сім'ями його друзів — поетів А. Дельвіга, С. Соболевського, Д. Веневітінова, А. Іллічевського, літератора й цензора О. Нікітенка й із М. Глинкою. Відомо, що 1827 р. під час перебування в Тригорському вона бувала в товаристві батьків і брата Пушкіна й навіть встигла (на думку А. Дельвіга) «цілком закрутити голову Льву Сергійовичу (брату О. Пушкіна)».
У 1837—1838 рр. Керн мешкала в Петербурзі в маленьких квартирках спочатку на 14-й лінії Василівського острова, потім на Петроградській стороні на Дворянській вулиці з єдиною донькою, що залишилася в живих, Катериною. Там у них часто бував М. Глінка, що залицявся до Катерини Єрмолаївни. Саме їй він присвятив свій романс «Я помню чудное мгновенье…» на вірші Пушкіна, написані поетом на честь її матері Анни. Доля Катерини Керн (1818–1904) склалася не так романтично, але більш щасливо. Вона закінчила Смольний інститут шляхетних панянок і її залишили в ньому вихователькою — «класною дамою». Катерина Єрмолаївна вийшла стала дружиною М. Шокальського та матір'ю Ю. Шокальського, у майбутньому відомого вченого-океанографа й картографа, академіка, видатного дослідника, ім'ям котрого названо 12 географічних об'єктів земної кулі. Ми не маємо в своєму розпорядженні досить достовірних даних про життя Анни Петрівни в наступні кілька років, проте факти свідчать, що згодом її стосунки з Олександром Сергійовичем стали досить рівними й навіть теплими. Коли Анна Петрівна зазнала тяжкого горя — померла її люба матір, поет, дізнавшись про це, розшукав її в убогій квартирці на Петроградській стороні і знайшов для неї у своєму серці слова щирої скорботи, співпереживання та співчуття, так необхідні їй тоді. Про цю їхню останню зустріч незадовго до трагічної смерті поета Анна згадує з великою душевною вдячністю.
А 1 лютого 1837 р. Анна Керн була на відспівуванні поета, «плакала й молилася», за її словами, у півмороці Конюшенної церкви. Зі стану глибокої скорботи й самітності Анну Петрівну допоміг вивести лист, одержаний невдовзі після смерті давнього друга серця. Родичка із Сосниць Чернігівської губернії Д. Полторацька просила відвідувати її сина Олександра Маркова-Виноградського, що навчався в 1-му Петербурзькому кадетському корпусі й був Анні Петрівні троюрідним братом. І сталося несподіване. Юний кадет закохується в свою кузину. А в ній, можливо, спалахує так і не затребувана в попередні роки ніжність і жага кохання. Вони сходяться: їй — 38, йому — 18. Того ж року, закінчивши корпус у чині підпоручника і прослуживши лише два роки, Марков-Виноградський виходить у відставку і, всупереч волі батька Анни Петрівни, бере з нею шлюб. Не беремося судити, чим керувався кожен із них у цьому дивному дуеті — юний підпоручник і вже далеко не молода жінка, котрій випало стільки втрат і розчарувань і яка за життя стала поетичною легендою.
Вони прожили разом 40 років. Хоча й у великій бідності та поневіряннях. Навіть народження в Маркових-Виноградських сина Олександра в квітні 1839 р. не змінило гніву батька Анни Петрівни на милість. Він позбавив дочку всіх прав спадщини і будь-якого капіталу, в тому числі й материнського спадкового маєтку. Тож Маркови-Виноградські жили в крихітному маєтку Олександра Васильовича в Сосницях Чернігівської губернії, що складався з 15 душ селян. 1840 року Олександр Васильович одержав місце засідателя в Сосницькому повітовому суді, де прослужив понад десять років. Красномовним свідченням матеріального становища й морального стану цього не зовсім звичайного сімейного союзу є лист Анни до сестри чоловіка Єлизавети Василівни Бакуніної: «Бідність має свої радості, і нам завжди добре, оскільки в нас багато кохання… можливо, за кращих обставин ми були б менш щасливі…».
1855 р. Олександру Васильовичу вдається одержати місце в міністерстві державного майна, і Маркови-Виноградські переїжджають у Петербург. У столиці вони тісно спілкувалися з сім'єю поета Ф. Тютчева, зустрічалися з мемуаристом і критиком П. Анненковим, письменником І. Тургенєвим. У листі Тургенєва до його музи П. Віардо є такі слова про Анну Петрівну та її родину: «У молодості, певне, вона була дуже вродлива… Листи, що писав до неї Пушкін, вона береже як святиню… Приємне сімейство, навіть дещо зворушливе».
У листопаді 1865 р. Олександр Васильович за станом здоров'я у невисокому чині колезького асесора з відповідною маленькою пенсією залишає службу, і Маркови-Виноградські повертаються на Чернігівщину. У ті роки Анна Петрівна пише Бакуніним: «Ми, втративши надію мати коли-небудь матеріальний достаток, дорожимо будь-яким моральним враженням і ганяємося за насолодами душі й ловимо кожну посмішку навколишнього світу, щоб збагатити себе щастям духовним. Багачі ніколи не бувають поетами… Поезія — багатство бідності…». Саме тоді вона починає писати свої спогади.
У січні 1878 р. О. Марков-Виноградський помер. Через тиждень його син Олександр Олександрович пише А. Вульфу: «Після похорон я перевіз стару матір нещасну до себе в Москву — де сподіваюся її якось улаштувати в себе й де вона доживатиме свій короткий, але тяжко-сумний вік! Будь-яке співчуття подарує радість бідній сироті-матері, для якої втрата батька незамінна».
Анна Петрівна пішла з життя навесні 1879 р. Про її смерть і поховання є дані з актового запису про смерть, копію якого разом із рукописами спогадів передано її сином О. Марковим-Виноградським у Пушкінський дім (нині — Інститут російської літератури РАН) у Петербурзі. Ось текст цього скорботного запису: «Тіло мертвої 27 травня 1879 р. вдови колезького асесора А. Маркова-Виноградського привезено з Москви в с. Прямухіне (родовий маєток Бакуніних під Москвою). 30 травня цього року й за бажанням її рідного сина губернського секретаря поховано 1 червня 1879 р. на церковнопарафіяльному кладовищі цвинтаря Прутня».
Відоме як літературна версія оповідання про те, що «труна її зустрілася з пам'ятником Пушкіну, який везли в Москву до Тверських воріт». За іншою версією, Анна Петрівна незадовго до смерті зі своєї кімнати почула шум, викликаний перевезенням величезного гранітного постаменту для пам'ятника Пушкіну, і, дізнавшись, у чому річ, сказала: «А, нарешті! Ну, слава Богу, давно пора!».

## Оригінал тексту
Ірина Пасько «Геній чистої краси» з Лубен